# Liste der Stolpersteine in Berlin-Märkisches Viertel
Die Liste der Stolpersteine in Berlin-Märkisches Viertel umfasst die Stolpersteine im Berliner Ortsteil Märkisches Viertel im Bezirk Reinickendorf. Sie erinnern an das Schicksal der Menschen, die im Nationalsozialismus ermordet, deportiert, vertrieben oder in den Suizid getrieben wurden. Die Tabelle erfasst zwei Stolpersteine und ist teilweise sortierbar; die Grundsortierung erfolgt alphabetisch nach dem Familiennamen.
| Bild | Name          | Standort              |      | Verlegedatum  | Leben |
| ---- | ------------- | --------------------- | ---- | ------------- | --- |
|      | Georg Abel    | Dannenwalder Weg 62   | Lage | 5. Mai 2003   | Georg Abel (* 28. September 1876 in Berlin; † 7. Dezember 1943 in der Heil- und Pflegeanstalt Obrawalde) war kaufmännischer Angestellter und Vater von vier Kindern. Nachdem er im Ersten Weltkrieg verschüttet wurde, litt er unter Kopfschmerzen und Schwindelanfällen, trotzdem ging er nach Kriegsende weiterhin seiner beruflichen Tätigkeit nach. Infolge seiner immer öfter vorkommenden epileptischen Anfälle wurde er im Mai 1943 in den Wittenauer Heilstätten aufgenommen, nach vier Wochen wurde er wieder entlassen. Am 5. August 1943 wurde er auf Wunsch seiner Tochter wiederum dort aufgenommen, man diagnostizierte bei ihm ein organisches Nervenleiden. Am 10. September 1943 erfolgte seine Verlegung in die Heil- und Pflegeanstalt Obrawalde bei Meseritz, wo er rund drei Monate später mit einer Medikamentenüberdosis vergiftet wurde. |
|      | Wilhelm Manke | Senftenberger Ring 27 | Lage | 24. Sep. 2016 | |